# 田辺令吉
田辺 令吉（たなべ れいきち、1954年11月21日 - ）は、南日本放送(MBC)の元アナウンサー兼気象予報士。愛称は『田辺師匠』。

## 略歴
新潟県新潟市出身、青年期は神奈川県相模原市で過ごす。神奈川県立厚木高等学校、東京都立大学卒業後、1979年にMBC入社。
鉄道と温泉とラーメンをこよなく愛し、レポートにおいてもこだわりぶりを披露することから、レポートの際あるいは視聴者からは敬意を込めて『田辺師匠』とも呼ばれている。

## 担当番組
テレビ
- どーんと鹿児島
- ときめきワイド

ラジオ
- 田辺令吉のおはよう!発車オーライ　2011年4月1日～
- MBC50ニュース
- えっちゃんのたんぽぽ倶楽部 - 12時20分頃、気象予報士として週に何回か出演。予報とお天気トークをする。
- JR九州提供「いい旅！みつけた！」 - (金曜日；12：55-12:59）
- それいけ!明日のヒット曲（2011年3月放送終了）[1]
- なんでそんでマンデー - （4月-10月のナイターシーズンのみ、夕方18：45-19：15放送）
- 田辺令吉のそれいけ!昭和ポップス
- 私たちの作文
- みちこ先生のニコニコ通信 - オープニングのナレーションと提供読みを担当。

### 過去の担当番組
テレビ
- ぴかぴか情報市場（平日午前に放送されていたローカルワイド番組）
- mixx

など多数。